# 이진관
이진관(1960년 10월 10일 ~ )은 대한민국의 가수이다.

## 생애
1980년 젊음의 가요제로 가요계에 입문하였으나, 1983년 <풍선>으로 정식 데뷔하였다.
1986년 <이진관 1집>을 발표했으며 노래 <인생은 미완성>으로 많은 사랑을 받았다.

## 학력
- 1976년 임피중학교 (졸업)
- 1979년 성동상고 (졸업)
- 1981년 전북대학교 법학과 (중퇴)
- 1991년 한양대학교 철학과 (학사)

## 음반
- 1983년 풍선
- 1985년 이진관 (히트곡 모음 no.1)
- 1986년 이진관1집
- 1987년 이진관2집
- 1992년 이진관 힛트 전집
- 2001년 오늘처럼
- 2009년 인생 뭐 있어?
- 2011년 당신은 내꺼야

## 참조
1. 1 2  네이버 뮤직. “이진관”. 2013년 7월 14일에 확인함.
2. 1 2  세계일보 (2013년 5월 13일). “'인생은 미완성'의 주인공 가수 이진관 편”. 2013년 7월 14일에 확인함.